# 布拉姆霍爾山
布拉姆霍爾山（英語：Mount Bramhall）是南極洲的山峰，位於埃爾斯沃思地的瑟斯頓島，處於霍索恩山以東9公里，根據美國海軍拍攝的空中照片繪入地圖，現時由南極條約體系管理。